# 横芝光町循環バス
横芝光町循環バス（よこしばひかりまちじゅんかんバス）は、千葉県山武郡横芝光町のコミュニティバス。京成バス千葉イースト多古営業所が受託している。2024年（令和6年）2月から自動運転バスを活用した実証調査走行を開始した。

## 町内バス

### 横芝ルート
- 図書館前 - 役場前 - 橋場青年館 - 東陽病院 - 文化会館 - 横芝駅 - プラム - 栗山南部1の3 - 雁野入口 - 新島荒場 - 上堺小学校 - 立会南 - 屋形海岸

### 光ルート
- 図書館前 - 役場前 - 文化会館 - 横芝駅 - 橋場青年館 - 東陽病院 - 長塚 - 木戸 - 尾垂三軒家 - 尾垂浜 - 木戸浜 - 関 - 立会南 - 屋形海岸

### 運賃
- 大人 100円、小中学生 50円（ICカード利用時同額）[4]

## 横芝光号成田便
- 横芝光町役場 - 横芝駅 - ふれあい坂田池公園 - 横芝工業団地 - 風和里しばやま - 芝山中学校入口 - 航空科学博物館入口 - 整備地区 - 成田空港第2旅客ターミナル - イオンモール成田[5]
  - 運賃

大人 300円（ICカード利用時270円）、子供(小学生)、身体障害者手帳等または65歳以上の運転免許返納者で運転経歴証明書をご提示の方 150円(ICカード利用時135円)

## のりあいよこぴー号
- デマンドタクシー[6]
  - 町内のご自宅と主要な施設間・主要な施設と主要な施設間を運行します。
  - 運賃

大人 300円、子供(小学生)、身体障害者手帳等または65歳以上の運転免許返納者で運転経歴証明書をご提示の方 150円